# Tommie Smith

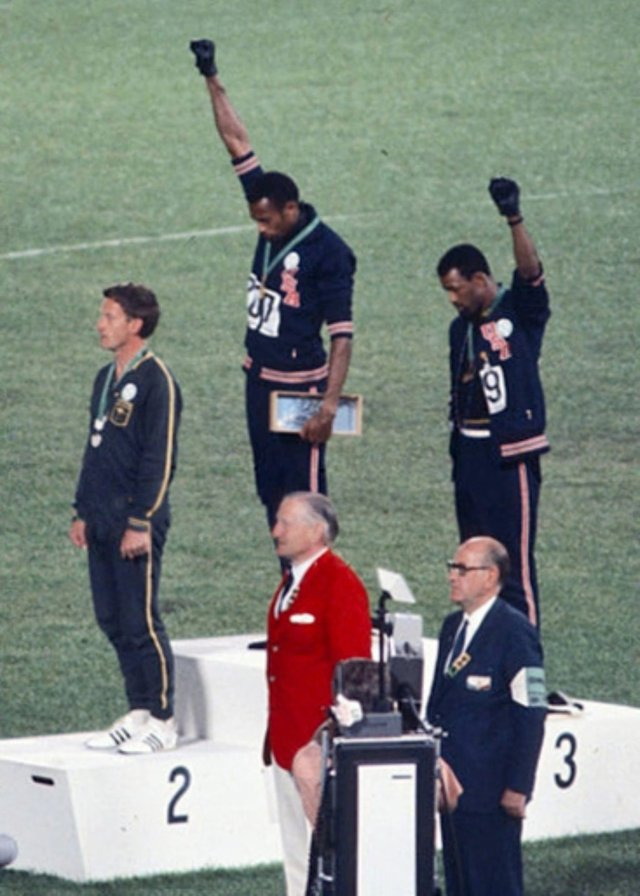
Prisutdelningen: guldmedaljören Tommie Smith i mitten, bronsmedaljören John Carlos till höger och silvermedaljören Peter Norman till vänster.

Tommie C. Smith, född 6 juni 1944 i Clarksville i Texas, är en amerikansk före detta friidrottare som vann 200 meter i olympiska spelen 1968. Smith satte världsrekord med tiden 19,83 sekunder vilket var gällande rekord fram till 1979 och OS-rekord till 1988.

## Biografi
Smith blev mest känd för att han tillsammans med bronsmedaljören John Carlos gjorde "Black Power"-gesten på prispallen, som en demonstration mot rasförtrycket i USA. De bar var sin svart handske och svarta strumpor utan skor. På grund av detta blev de uteslutna av den amerikanska olympiska kommittén och fick inte fortsätta tävla i OS. Efter karriären som friidrottare spelade Smith amerikansk fotboll i laget Cincinnati Bengals.
I efterhand har Smith, Carlos och Peter Norman (som var silvermedaljör) hedrats för sina insatser. En staty avtäcktes 2005 som hedrar deras kamp för mänskliga rättigheter. 2007 publicerade Smith sin självbiografi Silent Gesture.

### Webbkällor
- ”Tommie Smith”. Sports Reference. Arkiverad från originalet den 20 januari 2009. https://web.archive.org/web/20090120125206/http://www.sports-reference.com/olympics/athletes/sm/tommie-smith-1.html. Läst 1 april 2017.